# Госар, Пол
Пол Энтони Госар (англ. Paul Anthony Gosar, род. 27 ноября 1958, Рок-Спрингс, Вайоминг) — американский политик, представляющий Республиканскую партию. Член Палаты представителей США от штата Аризона с 3 января 2011 года.

## Биография
Родился в Рок-Спрингс, штат Вайоминг, был старшим из десяти детей в семье. Вырос и окончил школу в Пайндейле. Получил степени бакалавра наук (1981) и доктора зубной хирургии (1985) в Крейтонском университете. С 1989 по 2010 год работал стоматологом в городе Флагстафф, штат Аризона.
В 2010 году Госар баллотировался в Палату представителей США по первому округу Аризоны и был поддержан движением чаепития, бывшим губернатором Аляски и кандидатом на пост вице-президента Сарой Пэйлин и шерифом округа Марикопа Джозефом Арпайо. На выборах в ноябре 2010 года победил демократку Энн Киркпатрик, набрав 49,7 % голосов избирателей против 43,7 % за Киркпатрик.
По итогам переписи 2010 года границы избирательных округов были изменены, и первый округ Аризоны стал более благоприятным для Демократической партии. Киркпатрик изначально планировала участвовать в выборах против Госара, однако он переехал в Прескотт и баллотировался более прореспубликанском четвёртом округе. На выборах одержал уверенную победу, получив 66,8 % голосов избирателей.
Является членом крайне консервативного Кокуса свободы в Палате представителей.
Голосовал против закона о Лендлизе для Украины.